# Házon kívül
A Házon kívül az RTL politikai-közéleti magazinja, amely 2005. március 7-én indult. Műsorvezetői Boros Krisztina és Kéri Barna.

## Története
A politikai-közéleti magazin 2005. március 7-én került adásban, kezdetben csak hétköznap késő este volt látható. Első arculatváltása 2016. október 16-án került sor. 2024. januárjában bejelentették, hogy a magazinműsor január 7-én, közvetlenül a Híradó előtt lesz látható, 17:20-as kezdettel. 2024. április 8-án a műsor sikerének érdekében bejelentették, hogy április 28-tól ezentúl a Híradó után lesz látható, ami azóta minden vasárnap este 19 órakor van jelen a képernyőn. A politikai-közéleti magazin időtartama kezdetben 30 perces, majd 2025. januárjától már heti 1 órával jelentkezik. 2024. decemberében bejelentették, hogy megújul a műsor arculata és Boros Krisztina új műsorvezetőtársat kap Kéri Barna személyében, aki 2023 óta az RTL Híradónál dolgozik.